# Josef Čihák (duchovní)
Josef Čihák (2. března 1917, Proseč – 11. května 2005, Český Dub) byl učitel československého náboženství a farář Církve československé husitské.

## Život
Po studiu na reálném gymnáziu v Liberci se v roce 1937 přihlásil na Husovu československou evangelickou fakultu bohosloveckou v Praze. Od listopadu 1939 z pověření církve vyučoval náboženství v Českém Dubu a okolí, přestože bylo toto území přičleněno do tzv. Sudet. Kněžské svěcení přijal 31. srpna 1941. Od roku 1945 byl ustanoven farářem v Českém Dubu, kde prožil celý svůj další duchovenský život. Od počátku se mu zde dařilo působit mezi dětmi a mládeží, což bylo tehdejším vládnoucím režimem nerado viděno, proto byl v letech 1951–1953 poslán k výkonu prezenční vojenské služby k Pomocným technickým praporům. Po návratu mnohé obyvatele města duchovně doprovázel od jejich narození až do smrti. Velkou péči věnoval budování Husova domu.
Do trvalého důchodu odešel v roce 1999. Jeho duchovní práce přesahovala hranice Církve československé husitské. Město Český Dub farářův celoživotní zápas o „lidštější Českodubsko“ ocenilo udělením čestného občanství. Dne 20. května 2005 se s ním ve hřbitovním kostele a v Husově sboru v Českém Dubu loučily stovky lidí v čele s královéhradeckým biskupem Štěpánem Kláskem.